# HD 344
HD 344，又名CD-34 17，SAO 192367、HR 13，是一颗恒星，视星等为5.68，位于銀經355.91，銀緯-78.67，其B1900.0坐标为赤經0h 2m 58.6s，赤緯-34° -78.67′ 10″。